# Łodziowiec metaliczny
Łodziowiec metaliczny (Scaphidema metallicum) – gatunek chrząszcza z rodziny czarnuchowatych i podrodziny Diaperinae. Zamieszkuje Europę, Zakaukazie i Syberię. Saproksyliczny grzybożerca związany ze starymi drzewami liściastymi.

## Taksonomia
Gatunek ten opisany został po raz pierwszy w 1792 roku przez Johana Christiana Fabriciusa pod nazwą Mycetophagus metallicus. Jako miejsce typowe wskazał Halle w Saksonii. W 1798 roku Fabricius opisał z kolei Scaphidium bicolor, jako miejsce typowe wskazując Europę. W 1849 roku Ludwig Redtenbacher ten drugi takson umieścił jako jedyny w nowym rodzaju Scaphidema, w związku z czym stanowi on dlań typ nomenklatoryczny. Współcześnie jest on traktowany w randze podgatunku, Scaphidema metallicum bicolor, w obrębie S. metallicum, a nawet degradowany do rangi odmiany omawianego gatunku.

## Morfologia

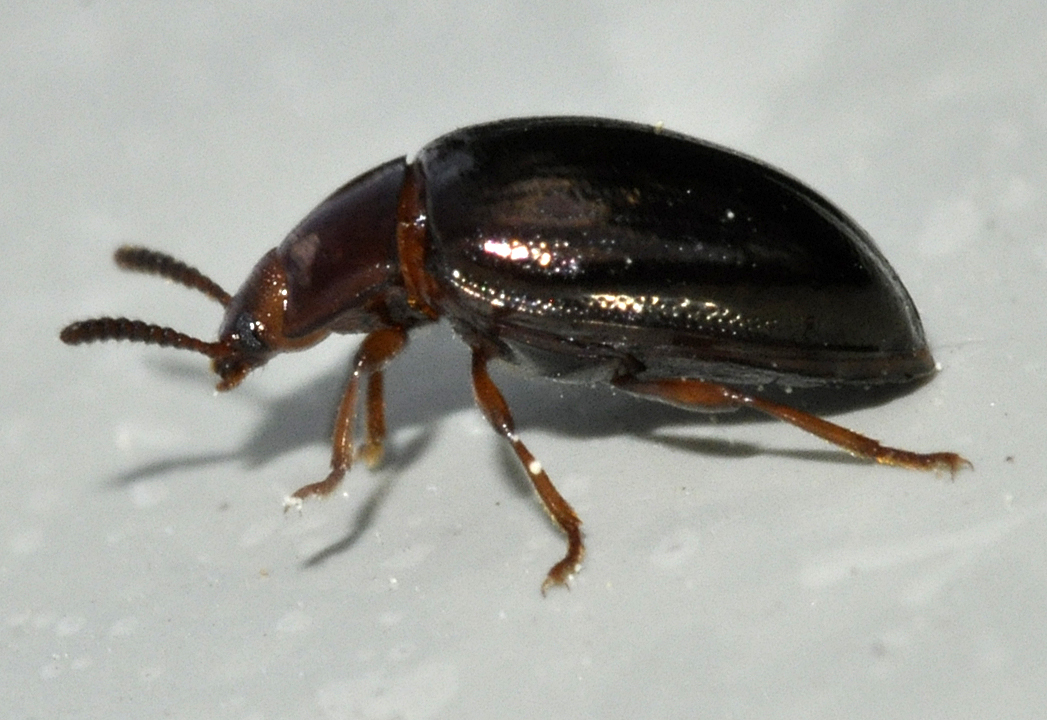
Imago, widok z boku

Chrząszcz o łódkowatym – jajowatym w zarysie i silnie wysklepionym ciele długości od 4 do 5,5 mm. U podgatunku nominatywnego ubarwienie jest metalicznie kawowoczarne do kasztanowego z jaśniejszymi odnóżami i przodem głowy. U S. m. bicolor głowa, przedplecze i pokrywy są czerwone.
Głowa jest niewielka, wąska, wyraźnie punktowana, o zaokrąglonej przedniej krawędzi, krótkim nadustku i na przedzie wykrojonych występami policzków oczami. Stosunkowo krótkie, porośnięte złotożółtymi szczecinkami czułki mają człon drugi najkrótszy, a człon ostatni najdłuższy i w zarysie jajowaty.
Przedplecze jest trapezowate, najszersze w tyle i stamtąd równomiernie ku głowie się zwężające, o przedniej krawędzi wyraźnie wykrojonej, przednich kątach ostrych, bocznych krawędziach obrzeżonych listewkami, tylnych kątach rozwartych i zaostrzonych, a tylnej krawędzi nieobrzeżonej i zaokrąglonej. Punktowanie jego powierzchni jest rzadsze i większe niż na głowie. Duża, szeroka tarczka ma trójkątny kształt z zaokrąglonymi wierzchołkami. Pokrywy są szeroko-owalne, o małych kątach barkowych, lekko nabrzmiałych brzegach bocznych, wyraźnie i dość drobno punktowanych rzędach oraz płaskich międzyrzędach z punktami mniejszymi niż w rzędach, mocniejszymi i gęściej rozmieszczonymi na międzyrzędach przyszwowych niż na bocznych. Odnóża są chude i mają porośnięte bardzo drobnymi szczecinkami golenie oraz stosunkowo długie stopy, w przypadku tylnej pary o członie pierwszym tak długim jak ostatni.

## Ekologia i występowanie

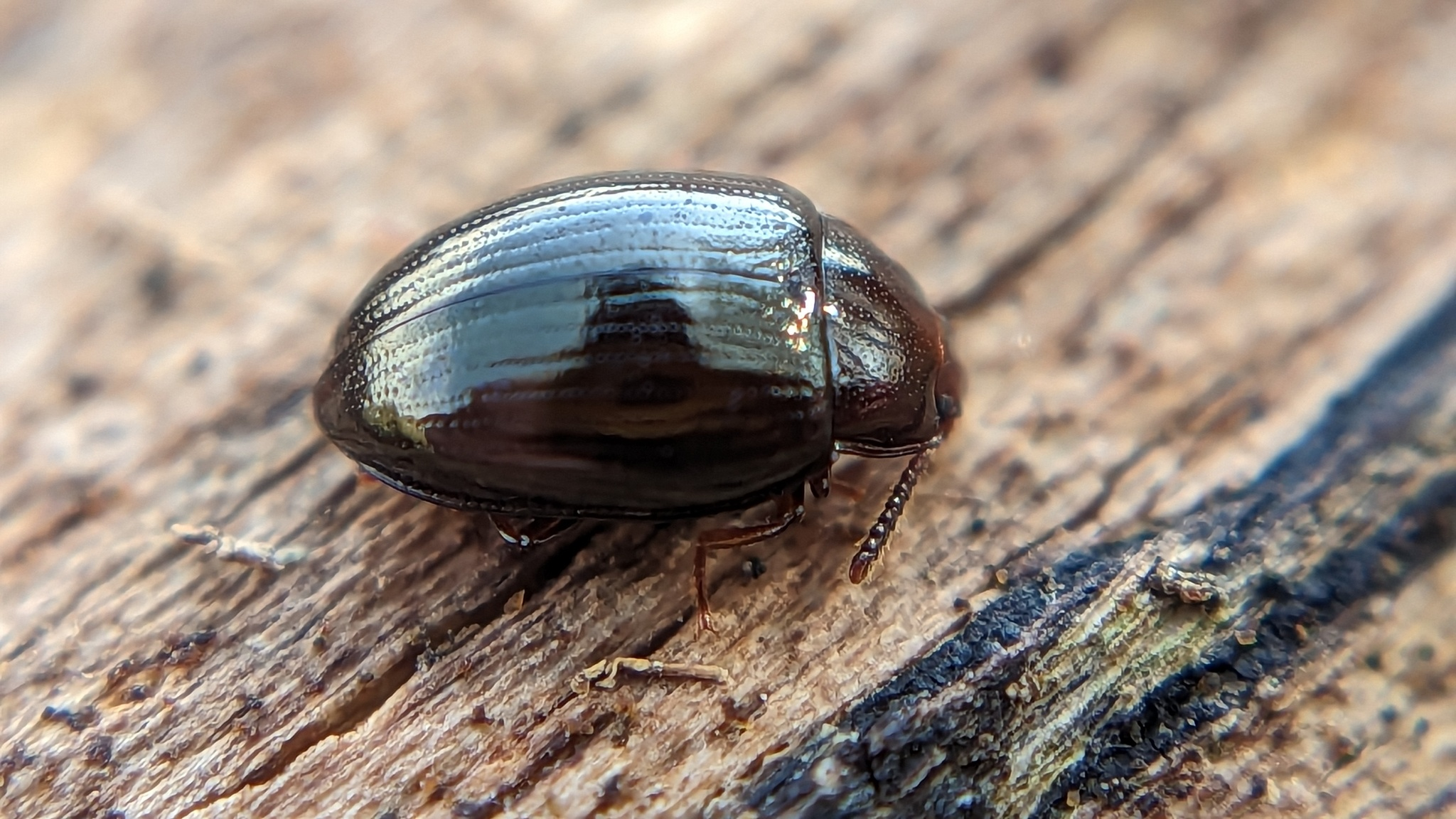
Imago w środowisku naturalnym

Owad cieniolubny, zasiedlający lasy liściaste i mieszane oraz stare parki i ogrody. Jest gatunkiem saproksylicznym. Mykofagiczne larwy przechodzą rozwój w miękkim, przegrzybiałym drewnie i pod zmurszałą korą starych drzew liściastych. Osobniki dorosłe również związane są z drzewami liściastymi; bytują w murszejącym i przegrzybiałym drewnie, w próchnowiskach, pod przegrzybiałą korą powalonych pni, leżących gałęziach, pod mchami porastającymi podstawę drzew, pod opadłymi liśćmi oraz w owocnikach żagwiaków łuskowatych. Cykl życiowy zamyka się w ciągu jednego roku. Przepoczwarczenie najczęściej następuje w sierpniu. Owady dorosłe nowego pokolenia opuszczają komory poczwarkowe zwykle w sierpniu lub wrześniu i udają się na poszukiwanie miejsc do zimowania. Aktywne postacie dorosłe obserwuje się od wiosny do jesieni.
Owad palearktyczny o eurosyberyjskim typie rozmieszczenia. Podgatunek nominatywny w Europie znany jest z Hiszpanii, Wielkiej Brytanii, Francji, Belgii, Holandii, Niemiec, Szwajcarii, Liechtensteinu, Austrii, Włoch, Danii, Szwecji, Norwegii, Finlandii, Estonii, Łotwy, Litwy, Polski, Czech, Słowacji, Węgier, Białorusi, Ukrainy, Bośni i Hercegowiny, Serbii, Czarnogóry oraz europejskiej części Rosji (na północ po Karelię), a w Azji z Armenii i syberyjskiej części Rosji, na wschód docierając do okolic Tomska. W Polsce rozprzestrzeniony jest w całym kraju i miejscami liczny. Podgatunek S. m. bicolor podawany jest z Czech, Słowacji, Węgier i Ukrainy.